# Tsaralalàna
Tsaralalàna est un quartier du 1er arrondissement d'Antananarivo, capitale de Madagascar,.

## Description
Tsaralalana est situé au nord-ouest de la Gare de Soarano.
Les quartiers voisins sont 67 Ha à l'ouest, Ambondrona à l'est, La Cigale au nord et Antohomadinika au sud.
Le quartier est en plan hippodamien avec ses rues se coupant à angle droit.
Il abrite une importante communauté de Karanes qui se livrent surtout à des activités commerciales dont témoignent les nombreuses boutiques et grossistes du quartier.
Tsaralalana abrite aussi une caserne de sapeurs-pompiers et la gendarmerie de la cité Lacoste.
C'est aussi un quartier de prostitution.